# Lipase endotelial
A lipase endotelial é uma forma de lipase segregada pelas células do endotélio vascular em tecidos com altas taxas metabólicas e grande vascularização, como o fígado, pulmões, rins e glândula tiróide. Ao contrário das lipases que hidrolizam triglicéridos (como, por exemplo, a lipoproteína lipase), a lipase endotelial hidroliza primeiramente fosfolípidos, enquanto que a sua actividade sobre os triglicéridos é menor.
Foi caracterizada em 1999. Possui uma região da tampa de apenas só 19 resíduos. A sua sobre-expressão em ratos reduz as concentrações plasmáticas de colesterol HDL e a apolipoproteína A1.